# Sphyrospermum myrtifolium
Sphyrospermum myrtifolium är en ljungväxtart som beskrevs av William Jackson Hooker. Sphyrospermum myrtifolium ingår i släktet Sphyrospermum och familjen ljungväxter. Inga underarter finns listade i Catalogue of Life.